# Microdesmus
Microdesmus is een geslacht van straalvinnige vissen uit de familie van wormvissen (Microdesmidae). Het geslacht is voor het eerst wetenschappelijk beschreven in 1864 door Albert Günther.

## Soorten
- Microdesmus aethiopicus (Chabanaud, 1927)
- Microdesmus affinis Meek & Hildebrand, 1928
- Microdesmus africanus Dawson, 1979
- Microdesmus bahianus Dawson, 1973
- Microdesmus carri Gilbert, 1966
- Microdesmus dipus Günther, 1864
- Microdesmus dorsipunctatus Dawson, 1968
- Microdesmus hildebrandi Reid, 1936
- Microdesmus intermedius Meek & Hildebrand, 1928
- Microdesmus knappi Dawson, 1972
- Microdesmus lanceolatus Dawson, 1962
- Microdesmus longipinnis (Weymouth, 1910)
- Microdesmus luscus Dawson, 1977
- Microdesmus multiradiatus Meek & Hildebrand, 1928
- Microdesmus retropinnis Jordan & Gilbert, 1882
- Microdesmus suttkusi Gilbert, 1966